# Gynoplistia moundi
Gynoplistia moundi är en tvåvingeart som beskrevs av Günther Theischinger 1999. Gynoplistia moundi ingår i släktet Gynoplistia och familjen småharkrankar. Inga underarter finns listade i Catalogue of Life.